# 六本木野獣会
六本木野獣会（ろっぽんぎ やじゅうかい）とは、すぎやまこういち、田辺靖雄を中心に構成されていたティーンエイジャーの遊び人グループ。

## 概要
1961年に結成。本来の名は“野獣会”で、1950年代後半から1960年代前半（＝昭和30年代）にかけて自然発生的に形成されたが、当時の流行の最先端を行く赤坂・六本木に集まっていた事から、もうひとつの遊び人グループ「六本木族」と混同され、「六本木野獣会」と呼ばれるようになった。
野獣会のメンバーには田辺の他に峰岸徹、中尾彬、大原麗子、小川知子、井上順、ムッシュかまやつ、福澤幸雄、小山道広などがいたと言われる。またデザイナー志望の若者もおり、最大30人前後で構成されていた。富裕層の子女が多かった。
初期のリーダー格は秋本まさみという新東宝の女優だった。秋本は1961年、新東宝の後継会社である大宝で、野獣会をモデルとした映画『狂熱の果て』の原作を担当している。同じく1961年、田辺が渡辺プロダクションに、峰岸が東宝にスカウトされた。1963年には井上が、ザ・ジャガーズの前身だったバンド「野獣会オールスターズ」に参加し、2年後にはザ・スパイダースに加入する。主要メンバーの多くが若手スターとなったことから、野獣会自体は数年で自然消滅した。
野獣会の連絡先は四谷にあり、赤坂にあった日本初のカフェテラス、シャンゼリゼに集まっていた。一方、六本木族は六本木のカフェ・レオスや、1960年に開店し、文化サロン的存在になりつつあった飯倉のキャンティに集っていた。
当時、フジテレビのディレクターだったすぎやまこういちによれば、六本木で遊んでいた良家の若者たちを集めて組織したのは自身で、1962年放送のバラエティー番組『森永スパーク・ショー』に出演させたという。
1963年に公開された映画『マタンゴ』に登場するキャバレー歌手は、野獣会のメンバーがモデル。
なお、加賀まりこがメンバーと誤解されることがあるが、本人は六本木族ではあったが、野獣会とは無関係だったと否定し、「『野獣会』などは田舎者の集まり」としていた。

## 影響
六本木の若者がメディアに取り上げられることで、前述の「狂熱の果て」（大宝、1961年11月）を初めとする六本木の若者がテーマの映画が多数登場した。これには「うるさい妹たち」（大映、1961年12月）、「若者たちの夜と昼」（東映、1962年4月）、「六本木の夜 愛して愛して」（東宝、1963年1月）などがある。
また1964年の東京オリンピック後に登場した原宿族では六本木野獣会の後継を自称するカスミ会が登場した。